# Лени
Лени (итал. Leni) је насеље у Италији у округу Месина, региону Сицилија.
Према процени из 2011. у насељу је живело 450 становника. Насеље се налази на надморској висини од 200 м.

## Становништво
Према резултатима пописа становништва 2011. у општини је живело 702 становника.
| 1936. | 1951. | 1961. | 1971. | 1981. | 1991. | 2001. | 2011. |
| ----- | ----- | ----- | ----- | ----- | ----- | ----- | ----- |
| 891   | 779   | 746   | 672   | 652   | 682   | 641   | 702   |

## Партнерски градови
- Искија